# Nelson-Mandela-Stadion
Das Nelson-Mandela-Stadion (arabisch ملعب نيلسون مانديلا, französisch Stade Nelson Mandela) ist ein Fußballstadion in Baraki, einem Vorort der algerischen Hauptstadt Algier. Die Anlage mit 40.784 Plätzen ist das erste Stadion des Landes, das für die Austragung aller von der FIFA organisierten Spiele geeignet ist, sowie das zweite in Algerien, nach dem Miloud-Hadefi-Stadion in Oran, mit einer kompletten Tribünenüberdachung. Die Kosten für den Bau beliefen sich auf rund 300 Mio. Euro. Die Bauarbeiten zogen sich über mehr als ein Jahrzehnt hin.

## Geschichte
Das Design für das Stadion wurde in den 2000er Jahren entworfen und 2009 begann das chinesische Unternehmen China Railway Engineering Corporation mit dem Bau des Baraki-Stadions mit einer Kapazität von 40.000 Zuschauern. Die ursprünglichen Planungen hatten noch eine Kapazität von 60.000 Zuschauern vorgesehen. Der Bau kam allerdings nur schleppend voran und verzögerte sich mehrfach nach Zahlungs- und Organisationsproblemen. Am 18. Oktober 2016 erklärte der Vorsitzende des algerischen Fußballverbands, Mohamed Raouraoua, dass das neue Baraki-Stadion den Namen des verstorbenen Abdelhamid Kermali tragen soll, einem ehemaligen Fußballnationalspieler Algeriens. Nach der weitgehenden Fertigstellung des Stadions gab der Minister für Jugend und Sport des Landes am 20. Dezember 2022 jedoch bekannt, dass die obersten Behörden des Landes beschlossen haben, das Baraki-Stadion nach Nelson Mandela, dem südafrikanischen Anti-Apartheid-Aktivisten und Friedensnobelpreisträger, zu benennen. Nelson Mandela hatte zu seinen Lebzeiten enge Verbindungen nach Algerien unterhalten.
Am 12. Januar 2023 weihte der algerische Präsident Abdelmadjid Tebboune in Anwesenheit des Enkels von Nelson Mandela, des FIFA-Präsidenten Gianni Infantino und des CAF-Präsidenten Patrice Motsepe das Stadion offiziell ein. Im selben Jahr war das Stadion eines der Austragungsorte der Afrikanischen Nationenmeisterschaft 2023.

## Design und Infrastruktur
Die Sportstätte hat eine ovale Form und eine Kapazität von knapp 41.000 Plätzen (darunter 6700 V.I.P.-Plätze). Es ist nach FIFA-Standards gebaut und alle Zuschauerplätze sind überdacht. Von außen werden die Tribünen von einer Fassade mit horizontalen weißen Streifen und Verglasung umschlossen. Das Nelson-Mandela-Stadion verfügt über Umkleideräume, einen Konferenzraum, Medienräume, Fernsehstudios, medizinische Einrichtungen, Hotelzimmer, Restaurants, Kioske und Toiletten.